# Goniothalamus puncticulifolius
Goniothalamus puncticulifolius este o specie de plante din genul Goniothalamus, familia Annonaceae, descrisă de Elmer Drew Merrill. Conform Catalogue of Life specia Goniothalamus puncticulifolius nu are subspecii cunoscute.